# 유니언데일 (뉴욕주)

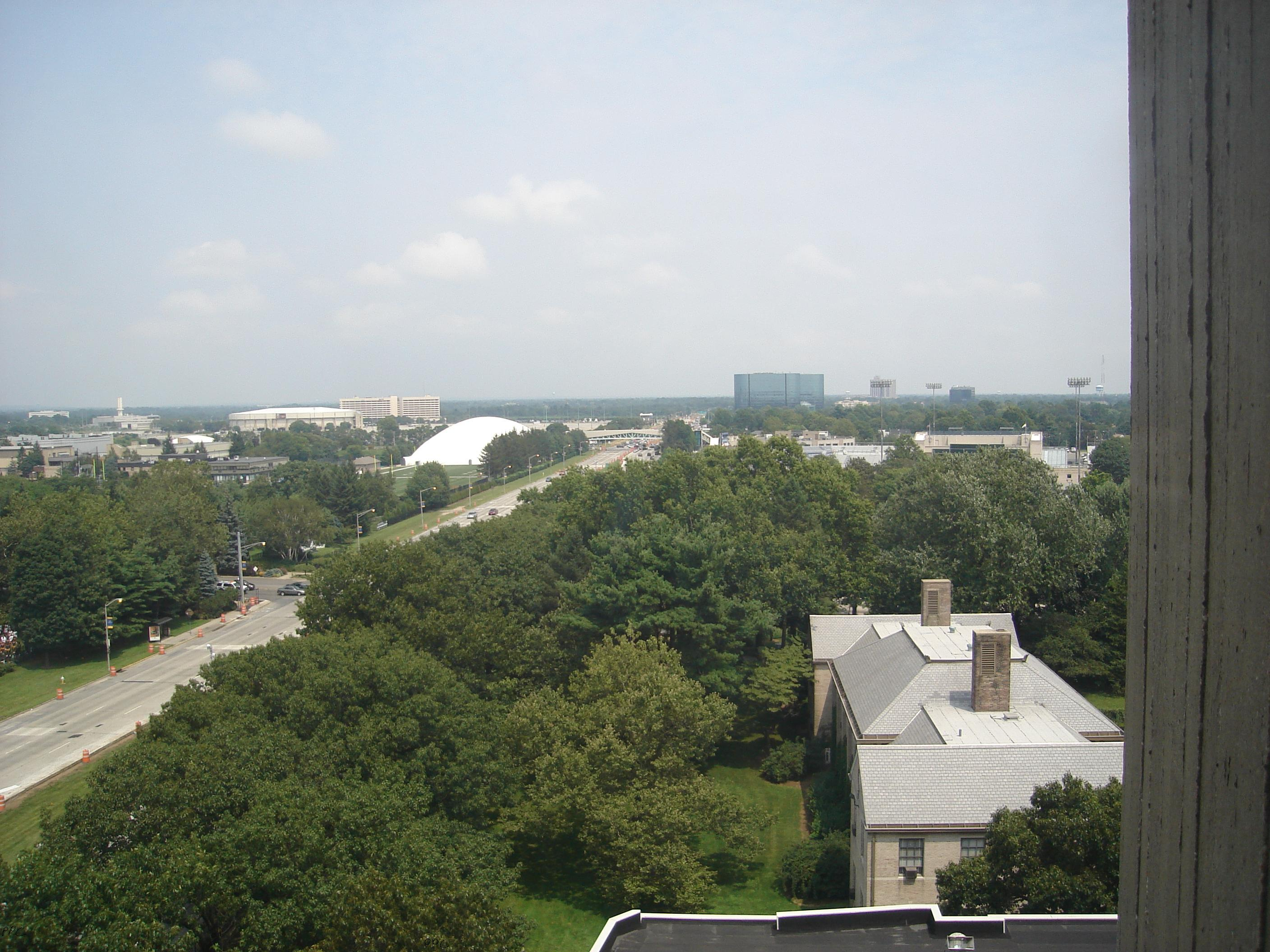

유니언데일(영어: Uniondale)은 미국 뉴욕주 나소군에 위치한 도시로, 뉴욕의 근교 도시이다. 롱아일랜드에 위치하고 있으며, 인구는 24,759명이다.